# 上埜安太郎

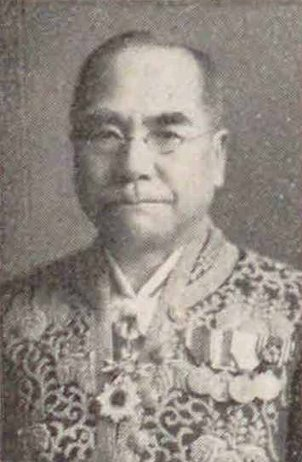
上埜安太郎

上埜 安太郎（うえの やすたろう、1866年1月27日（慶応元年12月11日） - 1939年（昭和14年）4月4日）は、日本の政治家・衆議院議員（立憲政友会→政友本党→立憲政友会）。富山県高岡市長。富山市長。族籍は富山県平民。

## 経歴
越中国礪波郡西五位村（現在の富山県高岡市福岡町）出身。上埜次平の長男。家は農を業とし、蚕業を営んでいた。自由党に加入して、富山県内の党勢拡大に貢献した。養蚕業を営み、県下の大地主であり、1887年（明治20年）、初めて富山県会議員に当選、副議長、議長を歴任し、庄川改築工事や富直鉄道建設計画に尽力した。また北陸公論を創刊してその社長となり、さらに越中新報社、東洋漁業会社などの経営に当たった。
1902年（明治35年）、第7回衆議院議員総選挙に出馬し、当選。以後、10回の当選を重ねた。その間、1922年（大正11年）から1926年（大正15年）まで高岡市長を務め、1927年（昭和2年）から1929年（昭和4年）まで田中義一内閣の鉄道政務次官を務めた。
議員引退後は、1930年（昭和5年）から1933年（昭和8年）まで富山市長を務めた。その他、富山新報の経営にあたった。

## 人物
上埜は富山県下屈指の大地主だった。家業に於いても精を励まし、勤勉怠らず、各種の公職に就くに及んでは誠実に事に当たり、特に勧業、教育、土木の事に意を注ぎ、地方の治績上に効果を挙げた。
住所は富山県西礪波郡西五位村、東京市外碑衾町碑文谷。

## 家族・親族
上埜家
- 父・次平[2][3]
- 弟・藤作（1868年 - ?、富山、石野昌作方へ入家）[2]
- 妹・しう（1879年 - ?、富山、渋谷六兵衛の妻）[2][3]
- 妻・つた（1867年 - ?、富山、伊藤仁兵衛の妹）[2][3]
- 男・安次（1883年 - ?、加越鉄道、黒部鉄道、箱根登山鉄道各監査役）[5]
  - 同妻・壽榮（1889年 - ?、福井、岸本利三郎の姉）[3]
  - 同長女・みさを（1910年 - ?）[3]
  - 同二女・敏子（1914年 - ?）[3]
  - 同三女、同四女[3]
  - 同二男（1919年 - ?）[3]
- 二男・俊郎（1886年 - ?、分家）[2][3]
- 庶子・良子（1904年 - ?、生母、福井、岸本房、富山、林要雲の妻）[5]
- 孫[2]